# Iàkov Protazànov
Iàkov Aleksandrovitx Protazànov (rus: Яков Александрович Протазанов; 4 de febrer (S.V. 23 de gener) 1881 – 8 d'agost de 1945) va ser un director de cinema i guionista rus i soviètic, i un dels pares fundadors del cinema de Rússia. Va ser un artista honorat de la RSFS Russa (1935) i de l'RSS Uzbeka (1944).

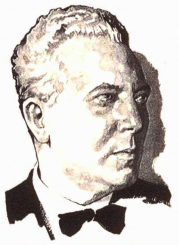
Iàkov Protazànov

## Biografia
Nascut a la finca de la família Vinokurov de pares russos educats, tots dos pertanyien a la classe social mercantil. El seu pare Aleksandr Savvitx Protazànov provenia d'una llarga generació de comerciants i era un ciutadà distingit hereditari de Kíev (un privilegi heretat que es va concedir per primera vegada al besavi de Iàkov, un comerciant també anomenat Iàkov Protazànov que es va traslladar amb la seva família a Kíev des de Brónnitsi). Aleksandr va treballar amb els germans Xibàev de la família dels Vells Creients, el pare dels quals Sidor Xibàev va ser un dels pioners de la indústria del petroli.

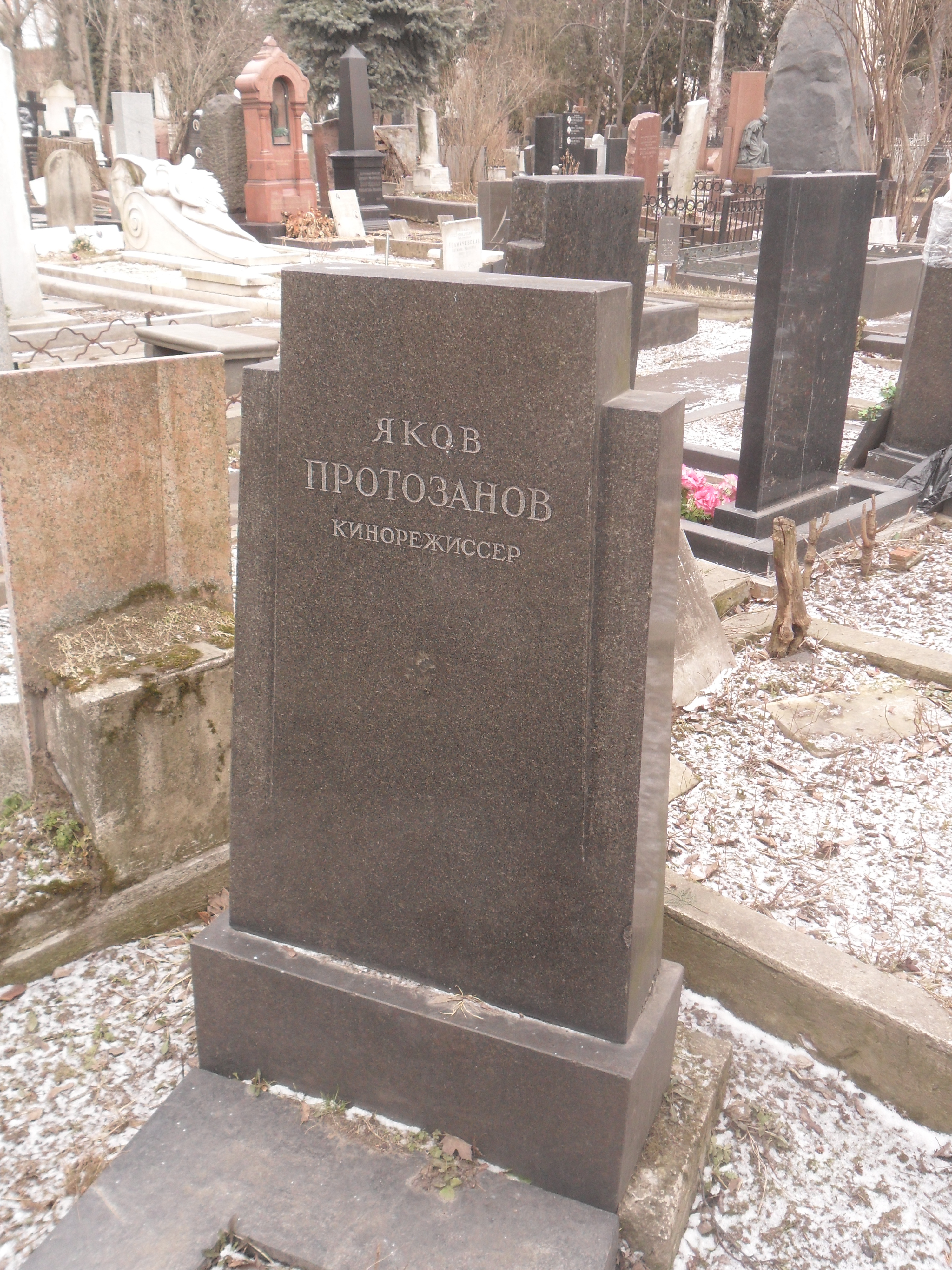
Tomba de Protozànov a Moscou

La mare de Iàkov, Elizaveta Mikhailovna Protazanova (nee Vinokurova) era una moscovita nativa. Va acabar l'Institut per a Donzelles Nobles Elizaveta. El seu germà Mikhail Vinokurov era molt amic de la família teatral Sadovsky i va tenir un gran impacte en el jove Protazanov.
L'any 1900 Iàkov es va graduar al Col·legi Comercial de Moscou i va començar a treballar com a comerciant, tot i que no estava content amb la seva elecció de la professió. El 1904 va deixar Rússia i va passar diversos anys a França i Itàlia, autoeducant-se. Després del seu retorn el 1906, Protazanov es va incorporar a la companyia de cinema Gloria a Moscou com a guionista i ajudant de direcció. També hi va conèixer la seva futura esposa, Frida Vasilievna Kennike, que era germana d'un dels cofundadors de Gloria.
El 1910 Gloria va passar a formar part de la fàbrica de cinema dirigida per Paul Thiemann i Friedrich Reinhardt. Finalment a Protazànov se li va donar una cadira de director, tot i que, segons els seus records, va participar bàsicament en tots els processos de rodatge, incloent-hi la fotografia, la propietat escènica i la comptabilitat. Les seves obres més destacades d'aquell període són Pesn' o veixtxem Olege basada en el poema d'Alexander Puixkin i Ukhod velikogo startsa sobre els últims dies de Lev Tolstoi. El 1914 es va incorporar a l'estudi de cinema de Joseph N. Ermolieff on va treballar fins a la seva emigració el 1920.
En el període comprès entre 1911 i 1920, Protazanov va escriure i va dirigir uns 80 llargmetratges, entre ells Pikovaia dama (1916) i Otets Sergii (1918), que han estat aclamades com les seves obres mestres. Ivan Mojukhin va protagonitzar moltes de les seves primeres pel·lícules.
Va emigrar a Europa el 1920 després de la Guerra Civil Russa juntament amb el grup d'Ermolieff on va treballar a diversos estudis de cinema basats en França i Alemanya. Va tornar a Rússia el 1923. L'any següent va produir Aelita basada en la novel·la d'Aleksei Tolstoi. Va ser una de les primeres pel·lícules de ciència-ficció que va representar un vol espacial i una societat alienígena.
La seva següent pel·lícula Zakroixtxik iz Torjka es va estrenar amb un gran èxit i el va establir com un dels principals directors de comèdia. Va descobrir molts talents, com ara Igor Iliinski, Mikhail Jàrov, Anatoli Ktorov, Vera Maretskaia, Iúlia Solntseva, Gueorgui Milliar, Serafima Birman, Nikolai Batalov i Mikhail Klimov. Un dels directors de contes de fades russos més populars Aleksandr Rou també va començar com a ajudant de Protazànov.
L'any 1928 va dirigir Belii oriol que comptava amb Vsevolod Meierhold i Vasili Katxalov en els papers principals, una de les seves rares aparicions a la gran pantalla. La seva darrera funció aclamada va ser una versió cinematogràfica de l'obra de teatre d'Aleksandr Ostrovski Bespridannitsa el 1937. El repartiment comptava amb molts actors famosos del Teatre Mali.
Durant el Gran Guerra Patriòtica va ser evacuat a Taixkent juntament amb alguns altres membres de Mosfilm i Lenfilm. Al mateix temps, la seva salut va començar a decaure; de camí a Taixkent va patir un infart. Va aconseguir produir només una pel·lícula més: Nasreddin v Bukhare (1943) - ambientat a Uzbekistan.
El seu únic fill Gueorgui va morir en combat en una de les batalles finals, cosa que també va afectar Protazànov. Va passar els seus últims dies treballant en l'adaptació de l'obra de comèdia d'Aleksandr Ostrovski Volki i ovtsi. Entre els seus altres plans hi havia adaptacions cinematogràfiques de Guerra i pau i Oliver Twist.
Protazanov va morir el 8 d'agost de 1945 i va ser enterrat al Cementiri de Novodévitxi. Li va sobreviure la seva dona Frida i les seves germanes grans: Lidia Aristova, Valentina Protazanova i Nina Anjaparidze.

## Filmografia
- Bakhtxisaraiski fontan (1909)
- Ukhod velikovo startza (1912)
- Pikovaia dama (1916)
- Satana likuiuixtxi (1917)
- Otets Sergii (1918)
- Der Liebe Pilgerfahrt (1923)
- Aelita (1924)
- Belii oriol (1925)
- Iego priziv (1925)
- Protsess o trekh millionakh (1926)
- Txelovek iz restorana (1927)
- Sorok pervii (1927)
- Don Diego i Pelageia (1928)
- Belii oriol (1928)
- Txini i liudi (1929); codriigida amb Mikhail Doller
- Prazdnik sviatogo Iorgena (1930)
- Tommi (1931)
- Marionetki (1934)
- About Oddities of Love (1936)
- Bespridannitsa (1937)
- Salavat Iulàev (1941)
- Nasreddin v Bukhare (1943)